# Пазик, Майк
Майк Пазик (англ. Mike Pazik; 26 января 1950, Линн, Массачусетс) — американский бейсболист, питчер. Провёл три года в Главной лиге бейсбола в составе «Миннесота Твинс».

## Биография
Родился в 1950 году в городе Линн, в семье с польскими корнями. Выпускник Колледжа Святого Креста.
В 1968 году он играл за команду «Харвич Маринерс» в любительской летней студенческой лиге. Затем вернулся в лигу в 1970 году и отыграл два сезона за «Орлеанс Кардиналс».
В Главной лиге бейсбола Пазик выступал с 1975 по 1977 год. В составе клуба «Миннесота Твинс» он сыграл 13 матчей. После окончания профессиональной карьеры, работал тренером в низших бейсбольных лигах.
Его дочь — Кристен Пазик (р. 1978), американская модель. Замужем за украинским футболистом и тренером Андреем Шевченко (р. 1976). У них четверо сыновей.